# 朝鮮及臺灣住民政治參與相關詔書
《朝鮮及臺灣住民政治參與相關詔書》是1945年4月1日日本天皇頒布之詔書，其內容為賦予臺灣和朝鮮兩「外地」之住民參與日本國政的權利。

## 概要
眾議院於1945年3月17日通過、4月1日公布的法律三十四號（昭和20年法律第34號），正式名稱為《眾議院議員選舉法中改正法律》，以台灣和朝鮮之習俗同化已與內地無異，且為遂行聖戰為由，決定賦予台灣與朝鮮兩「外地」之住民參與國政（日本政治）的權利。該法案規定眾議院撥出28席名額給這兩外地。其中朝鮮佔23席、台灣佔5席，並強調其權利與日本內地眾議員完全一致。不過即使如此，新制法案中的80萬朝鮮人1席，台灣人則120萬人1席的名額，仍遠低於日本內地人約15萬人1席的比例。另外昭和二十年四月一日公布敕令193號，即《貴族院令》之改正案，賦予台灣人參與帝國議會貴族院的權利，台灣選出議員有許丙、簡朗山（綠野竹二郎）、林獻堂三人。尹德榮子爵（朝鮮貴族）、朴泳孝侯爵（朝鮮貴族）和辜顯榮（台灣出身）不在此類，而屬於貴族院議員的一般敕選議員。法律三十四號和敕令193號公布的同一日，天皇亦頒布《朝鮮及臺灣住民政治參與相關詔書》，賦予兩外地的住民參與國政的權利。
該法律、敕令和《詔書》公布於東京大空襲的數日後，第二次世界大戰露出敗象的日本政府，來不及依照新法案舉行相關選舉，就宣告戰降。終戰翌年，眾議院通過《昭和二十年法律第三十四號（眾議院議員選舉法一部改正法律）中未施行部分廢止相關法律》（昭和二十年法律第三十四号（衆議院議員選挙法の一部を改正する法律）中まだ施行していない部分の廃止に関する法律，昭和21年法律第8號），修改昭和二十年法律第三十四號部分法律廢止或改正，其中包括第十一條、第一百一十二條、第一百一十三條，昭和二十年法律第三十四號其他條文並未廢止。